# Can't Buy a Thrill
| Recensione              | Giudizio            |
| ----------------------- | ------------------- |
| AllMusic                | [ 4 ]               |
| Robert Christgau        | A                   |
| Sputnikmusic            | 4.0 (Excellent)     |
| Piero Scaruffi          | [ 7 ]               |
| Ondarock                | (Disco consigliato) |
| Dizionario del Pop-Rock | [ 9 ]               |
| 24.000 dischi           | [ 10 ]              |

Can't Buy a Thrill è il primo album in studio del gruppo musicale statunitense Steely Dan, pubblicato nel novembre 1972.

## Il disco
All'assolo di chitarra di Reelin' in the Years, opera dell'apprezzato sessionman statunitense Elliott Randall è stato assegnato il 40º posto nella classifica dei 100 Greatest Guitar Solos dal sito della rivista  Guitar World. Fagen e Becker avevano completato l'incisione del brano, che i due ritenevano già di per sé notevole, eccettuato per l'assolo di chitarra elettrica. Desiderando che esso fosse tanto efficace da essere in grado di far decollare ulteriormente il potenziale dell'arrangiamento, ne affidarono l'esecuzione al celebre turnista, col quale avevano già avuto occasione di suonare nella band di supporto di Jay and the Americans. Randall eseguì le sue parti chitarristiche in una sola take senza imprecisioni, suonando sulla registrazione; come strumentazione impiegò una Fender Stratocaster in suo possesso dal 1965, collegata ad un amplificatore Ampeg SVT, con davanti un microfono AKG 414.

## Tracce
Tutti i brani sono stati composti da Walter Becker e Donald Fagen.
Lato A
1. Do It Again – 5:56
2. Dirty Work – 3:08
3. Kings – 3:45
4. Midnite Cruiser – 4:09
5. Only a Fool Would Say That – 2:54

Lato B
1. Reelin' in the Years – 4:35
2. Fire in the Hole – 3:26
3. Brooklyn (Owes the Charmer Under Me) – 4:20
4. Change of the Guard – 3:28
5. Turn That Heartbeat Over Again – 4:58

## Formazione
- Donald Fagen - pianoforte, pianoforte elettrico, plastic organ
- Donald Fagen - voce solista (brani: Do It Again / Kings / Only a Fool Would Say That / Reelin' in the Years / Fire in the Hole / Change of the Guard / Turn That Heartbeat Over Again)
- Walter Becker - basso elettrico
- Walter Becker - voce solista (brani: Turn That Heartbeat Over Again)
- Jeff "Skunk" Baxter - chitarra solista (brani: Midnite Cruiser / Only a Fool Would Say That / Change of the Guard)
- Jeff "Skunk" Baxter - chitarra pedal steel (brani: Fire in the Hole / Brooklyn (Owes the Charmer Under Me))
- Jeff Skunk Baxter - chitarra spagnola, voce
- Denny Dias - chitarra
- Denny Dias - sitar elettrico (brano: Do It Again)
- Jim Hodder - batteria, percussioni
- Jim Hodder - voce solista (brano: Midnite Cruiser)
- David Palmer - voce solista (brani: Dirty Work / Only a Fool Would Say That / Brooklyn (Owes the Charmer Under Me) / Change of the Guard / Turn That Heartbeat Over Again)

Musicisti aggiunti
- Elliott Randall - chitarra solista (brani: Kings / Reelin' in the Years)
- Victor Feldman - percussioni
- Jerome Richardson - sassofono tenore, assolo di sax (brano: Dirty Work)
- Snooky Young - flicorno soprano
- Clydie King - cori (brani: Kings / Brooklyn (Owes the Charmer Under Me))
- Shirley Mathews - cori (brani: Kings / Brooklyn (Owes the Charmer Under Me))
- Venetta Fields - cori (brani: Kings / Brooklyn (Owes the Charmer Under Me))

## Crediti tecnici
- Gary Katz - produttore
- Registrazioni effettuate al The Village Recorder di Los Angeles (California)
- Roger Nichols (The Immortal) - ingegnere del suono
- Tim Weston (The Stafford Boy) - assistente ingegnere del suono
- Robert Lockart - design copertina album
- Tristan Fabriani - note di copertina[14]

## Classifica
LP
| Anno | Classifica Album | Posizione raggiunta |
| ---- | ---------------- | ------------------- |
| 1973 | Billboard 200    | 17                  |

Singoli
| Anno | Titolo del brano     | Classifica        | Posizione raggiunta |
| ---- | -------------------- | ----------------- | ------------------- |
| 1973 | Do It Again          | Billboard Hot 100 | 6                   |
| 1973 | Reelin' in the Years | Billboard Hot 100 | 11                  |